# Maguari Esporte Clube (Fortaleza)
Pour les articles homonymes, voir Maguari Esporte Clube.
Maillots
Le Maguari Esporte Clube, baptisé à l'origine Maguari Sporting Club, était un club brésilien de football basé à Fortaleza dans l'État du Ceará.

## Palmarès
- Championnat du Ceará :
  - Champion : 1929, 1936, 1943, 1944